# Nicolae Condrea
Nicolae Condrea (n. 15 aprilie 1967, Constanța) este un arhiepiscop și mitropolit român, întâistătorul Mitropoliei Ortodoxe Române a celor Două Americi, membru al Sfântului Sinod al Bisericii Ortodoxe Române.
A urmat școala elementară la Constanța între anii 1973-1981. Primele două clase de liceu le-a frecventat la Liceul de matematică-fizică din Constanța, după care s-a transferat la Liceul de Metrologie din București de unde a obținut bacalaureatul în 1985. După absolvirea liceului a trecut prin stagiul militar obligatoriu în anii 1985-1986.
În anul 1988 a fost admis la Facultatea de Teologie Ortodoxă "Andrei Șaguna" din Sibiu, singura de atunci care admitea absolvenți de liceu. În urma terminării cu succes a cursurilor celor patru ani și-a susținut teza de licență în teologie cu subiectul "Eclesiologia euharistică a mitropolitului Ioan Ziziulas."
Începând din mai 1993, după trecerea examenului de admitere la cursurile de doctorat ale aceleeași facultăți, a urmeat până în 1994 cursurile de doctorat sub îndrumarea profesorului Ilie Moldovan.
Pentru a se întreține material a fost între anii 1992-1994 profesor de religie în București, unde se stabilise încă din timpul liceului.
În anul 1994 primește o bursă de studii la Universitatea Marc Bloch din Strasbourg, unde urmează studii aprofundate la Facultatea de Teologie după care în iunie 1995 obține Diploma D.E.A. Între 1995-2001 frecventează cursurile de doctorat la aceeași facultate unde la 10 noiembrie 2001 își susține teza de doctorat Probleme de psihologie la Evagrie Ponticul, cu care a obținut titlul de doctor în teologie.
În timpul anilor de studii, pentru a combina teoria cu practica, studiul cu slujirea preoțească, s-a hotărât să intre în rândul clerului fiind hirotonit în primăvara anului 1997 diacon și apoi preot celib de către mitropolitul Serafim Joantă al Germaniei și Europei Centrale, cu binecuvântarea căruia a înființat și a slujit la parohia "Nașterea Domnului" din Stuttgart. Activitatea misionară în timpul acestor ani printre credincioșii români stabiliți în împrejurimile orașului Stuttgart a îmbinat astfel slujirea lui Dumnezeu cu slujirea oamenilor.
După primirea înaltului titlu academic la încheierea studiilor, Părintele Nicolae se întoarce în țară și depune la 18 decembrie 2001 voturile monahale la mănăstirea Radu Vodă din București. De atunci și până la venirea în America este secretar patriarhal.
Delegații de preoți și mireni la Congresul special electoral al Arhiepiscopiei Ortodoxe Române în America și Canada, ținut la 9 martie 2002 la Troy, Michigan, îl aleg pe Părintele Nicolae Condrea în scaunul vacant de Arhiepiscop al acestei Arhiepiscopii. Sfântul Sinod al Bisericii Ortodoxe Române validează în unanimitate la ședința din 13 martie 2002 această alegere și îi acordă părintelui Nicolae rangul de arhimandrit. S-a decis ca hirotonirea și instalarea noului arhiepiscop să aibă loc în cadrul Congresului anual al Arhipiescopiei găzduit de Parohia "Sf. Ioan Botezătorul" din Montreal, Canada.
Patriarhul Teoctist a participat la acest eveniment.

## Distincții
A fost decorat în februarie 2004 cu Ordinul Meritul Cultural în grad de Comandor, Categoria G - „Cultele”, „în semn de apreciere deosebită pentru activitatea susținută în domeniul cultelor, pentru spiritul ecumenic și civic dovedit și pentru contribuția avută la întărirea legăturilor interconfesionale, de bună și pașnică conviețuire între toți oamenii”.